# Tigo (Hispanoamérica)

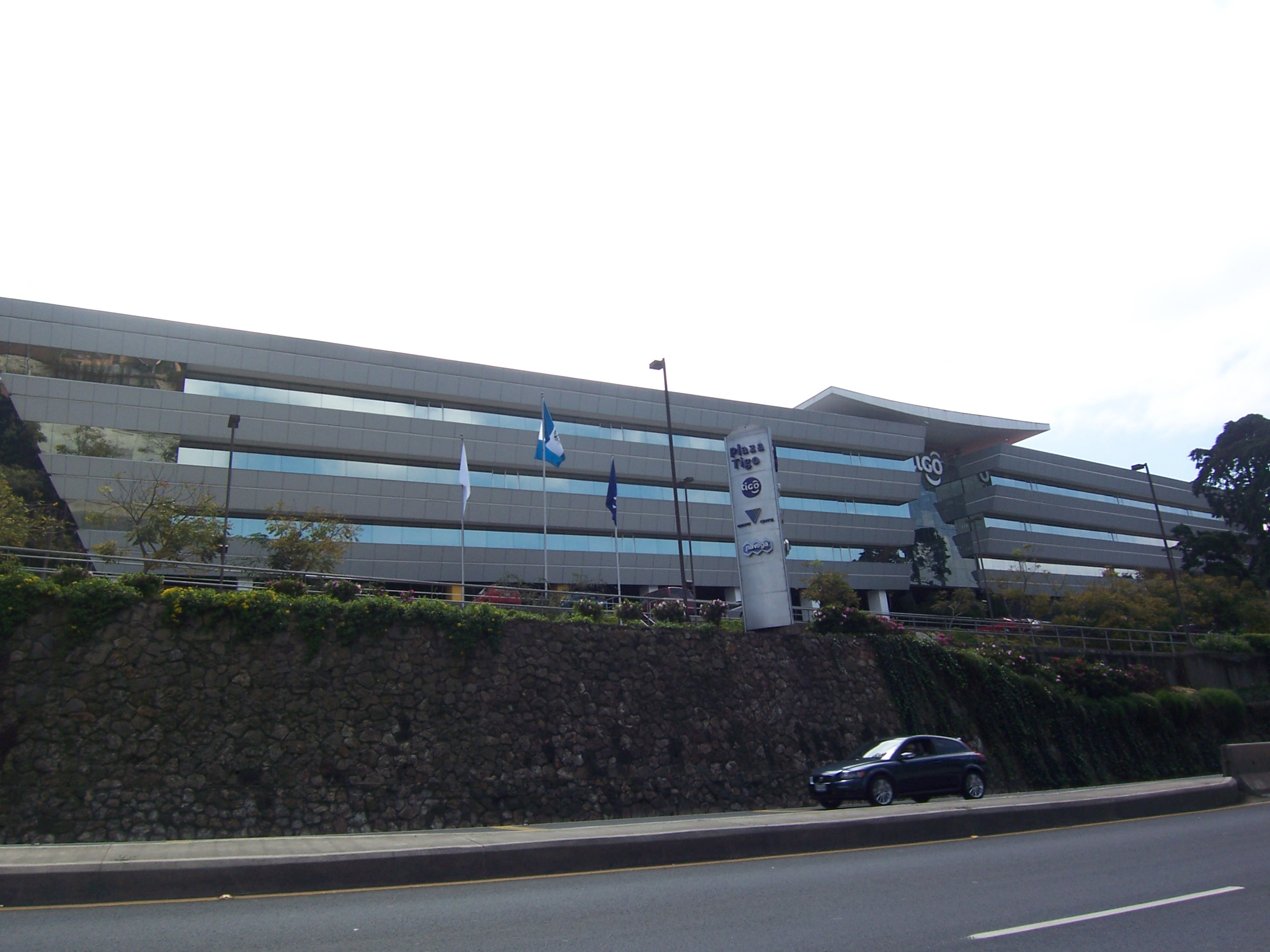
Sede de Tigo en Guatemala.

Tigo es una compañía de telecomunicaciones que opera en varios países de Hispanoamérica. Es propiedad de la multinacional luxemburguesa Millicom y cuenta con socios locales en algunos países. Sus oficinas centrales se encuentran en Medellín (Colombia).

## Operaciones en América

### Colombia
Tigo Colombia fue lanzado en 2007, cuando en octubre de 2006 Millicom compró el 51% por COP$ 1,14 billones de Ola, una operadora de Colombia Móvil. Inicia operando con 3,6 millones de usuarios, compitiendo con las otras dos grandes empresas de teléfono móvil (Claro, antes COMCEL y Movistar). En noviembre de 2010, la compañía Uff! Móvil inicia operaciones en el país como operador móvil virtual operando bajo las redes de Tigo y, luego, se le unieron nuevos operadores como UNE, Móvil Éxito y ETB. Para marzo de 2014, y según informe de la Superintendencia de Industria y Comercio, Tigo tiene 8,7 millones de usuarios.
Fue la primera empresa de telefonía celular en lanzar la tecnología 3.5G en 2010. El 23 de octubre de 2011, Tigo fue la primera empresa de telefonía celular en el país que lanzó comercialmente el servicio 4G mediante HSPA+ en la banda de 1900 MHz en las tres principales ciudades del país (Medellín, Bogotá y Cali), actualmente cuenta con la tecnología 4G HSPA+ en más de 200 poblaciones de Colombia. Además, fue uno de los primeros operadores (junto con Movistar) en sacar comercialmente el servicio 4G LTE para celulares el 1 de diciembre de 2013.
El 14 de agosto de 2014, Tigo y UNE se fusionaron; UNE absorbió a Tigo y adopta la marca TigoUNE. Con esta alianza, se creó un gigante en las telecomunicaciones en Colombia con casi 11 millones de clientes en total.
Años después, TigoUNE simplifica su nombre comercial como Tigo a secas.

### Bolivia
Tigo Bolivia fue lanzado en 2005 debido a la compra de Telecel por parte de Milicom. Es el segundo operador de telefonía móvil en el país. Tigo compite con operadores regionales como Viva y Entel. Tigo otorga servicios sobre redes AMPS/TDMA y GSM/GPRS, ambas en 850 MHz para telefonía móvil, así como internet Wi-Fi. Tigo fue la primera compañía en Bolivia en proveer la tecnología 3.5G para teléfonos móviles. También fue el primero en proveer tecnología 4G LTE en el país, en 700 MHz (banda 13) y 1700 MHz (banda 4).
Provee servicio de televisión por suscripción por fibra óptica y por satélite, además del servicio de internet por fibra óptica.

### Costa Rica
En julio de 2008, Millicom compró Amnet y, el 23 de julio de 2012, relanzó la empresa como Tigo Costa Rica. Actualmente, ofrece servicios de televisión por cable, internet y telefonía fija por medio del servicio de Triple Play. 
El 20 de febrero de 2019, Millicom anunció la compra de Movistar Costa Rica, el segundo proveedor de telefonía celular en el país, fusión que fue aprobada por la Superintendencia de Telecomunicaciones el 30 de agosto de 2019, Sin embargo, el grupo Millicom International Cellular hizo firme el sábado 2 de mayo del 2020 su intención de romper el acuerdo con Telefónica para la compra de la operación de la española en Costa Rica.

### El Salvador
Tigo fue lanzado en El Salvador en agosto de 2004 tras la compra de la operadora Telemóvil, siendo el mayor operador de telefonía móvil del país con 2,1 millones de usuarios. Tigo compite con operadores regionales como Claro (América Móvil), Movistar (Telefónica) y Digicel (Digicel Group). Provee servicios sobre redes AMPS/TDMA y GSM/GPRS, en 800 y 850 MHz respectivamente. El 28 de agosto de 2008, Tigo lanzó comercialmente el servicio de 3G con UMTS/HSDPA en 850 MHz. 
En 2019, Tigo se comprometió a invertir 500 millones de dólares en infraestructura digital para el país en los próximos 5 años, teniendo un fuerte enfoque en el desarrollo de su red 4.5G LTE, consolidando su liderazgo en la industria de telecomunicaciones en El Salvador.

### Guatemala
Tigo fue lanzado en Guatemala en agosto de 2005 como parte de la compra de la operadora Comcel y su subsidiaria Amigo de Comcel, siendo el mayor operador de telefonía móvil del país, contando con más de 8 millones de usuarios. Inicialmente ofrecía servicios sobre redes AMPS/TDMA (actualmente desactivadas), continuando estos sobre redes GSM/GPRS/EDGE/UMTS/HSDPA/HSUPA/HSPA+. El 28 de agosto de 2008, Tigo lanzó comercialmente el servicio de 3G con UMTS/HSDPA en 850 MHz, realizando mejoras hacía HSPA+ a finales de 2011. Además, lanzó comercialmente el servicio HSPA+ 4Gen 850 MHz para usuarios de celulares que cuenten con la capacidad necesaria hasta una velocidad máxima de 8 Mbps reales, y un servicio empresarial integrado sobre redes WIMAX.
Tigo ofrece comprar paquetes de navegación para usuarios prepago vía web. Es equivalente a como funcionan los Hot Spots en una red WiFi, solamente que Tigo ha innovado este concepto y lo aplica a sus usuarios de internet móvil sobre tecnologías 2G, 3G y 4G.
Tigo compite con operadores regionales como Movistar (Telefónica) y Claro (América Móvil), ambas ofrecen servicios 2G, 3G y 4G.
En julio de 2018 Tigo adquirió Cable DX de Quetzaltenango, con oficinas en Retalhuleu, Mazatenango, Huehuetenango, Totonicapán y en Coatepeque.
En el 2019 inicia su expansión a la cabecera departamental de San Marcos.

### Honduras
Llega el 6 de enero de 1994, cuando el gobierno hondureño le otorgó la concesión de explotación de servicios de telefonía móvil celular a las compañías Motorola Inc., Millicom International Cellular, S.A. (MIC) y Proempres, S.A., representadas por la sociedad Telefónica Celular, S.A. (Celtel).
Celtel fue la primera empresa de telefonía celular en el mercado hondureño. Inició sus servicios oficialmente el 15 de septiembre de 1996 en ese entonces con servicios de red analógica. Los análisis de mercado detallaban que la zonas ideales para la cobertura eran las ciudades de Tegucigalpa y San Pedro Sula, así como también el corredor que hay entre las mismas.
Dado el rápido crecimiento y con el objetivo de satisfacer nuevas necesidades de los clientes, en 2000 se implementó una nueva red con moderna tecnología digital CDMA continuando siempre con la operación de la red analógica.
En 2004 Celtel incorporó la nueva red GSM (Global System for Mobile Comunications), 112 celdas que cubren todo el país. Con el lanzamiento de GSM la empresa busca refrescar la marca y presenta su nuevo nombre Tigo, posicionando el nombre en la mente de cada persona en el país.
Tigo presentó nuevos servicios de valor agregados como el roaming, así como trámites más ágiles, rápidos y sin inconvenientes para los clientes que se extendían hasta Guatemala y El Salvador.
El 28 de agosto de 2008, Tigo lanzó comercialmente el servicio de 3G con UMTS/HSDPA en 850 MHz. 
Para mayo de 2018, Tigo cuenta con una cuota del mercado del 65 %. Es una de las empresas más grandes del país, con una inversión anual promedio de US$100 millones. Cuenta con más de 5 millones de usuarios de sus servicios Tigo Móvil, Tigo Business, Tigo Home, y Tigo Money y representa el 12% de inversión extranjera en el país. Además, representa el 6% de la totalidad de los impuestos recaudados anualmente en Honduras.
Actualmente Tigo emplea a 2.500 personas, donde 49% de la fuerza laboral son mujeres. Además, trabaja con 2.149 proveedores nacionales y cuenta con 55.000 puntos de venta a nivel nacional.

### Panamá
En noviembre de 2011, Telefónica Móviles Panamá S.A. lanza para todos sus clientes la tecnología 4G, y también la Portabilidad Numérica.
El 29 de marzo de 2015, Movistar lanza la tecnología 4G LTE. Movistar afirma que ha desplegado la mayor parte de sitios LTE en la capital y en el interior. Movistar también ha confirmado que no habrá ningún cargo adicional por la conectividad 4G LTE. Los usuarios en el área de cobertura sólo necesitan actualizar su tarjeta SIM y tener un dispositivo compatible para utilizar sus asignaciones de uso de datos existentes.
En diciembre de 2018, Millicom cerró su adquisición de una participación controladora del 80% en Cable Onda, el mayor proveedor de servicios de telecomunicaciones fijas y de cable de Panamá. Ver comunicado de prensa.
En febrero de 2019, Millicom anunció el pago de US $ 1,65 mil millones para adquirir activos móviles líderes en Panamá, Costa Rica y Nicaragua.
Luxemburgo, 20 de febrero de 2019: Millicom International Cellular S.A. anunció hoy que ha celebrado acuerdos con Telefónica S.A. y algunas de sus filiales (Telefónica), para adquirir el capital social completo de Telefónica Móviles Panamá.
Aspectos destacados de la adquisición:
- # 1 operador de telefonía móvil en un mercado de cuatro jugadores.
- La red 4G cubre el 74% de la población.
- Ingresos y EBITDA ajustado CAGRs de aproximadamente 4% y 7%, respectivamente, en 2015-2018, en términos de dólares estadounidenses.
- Ingresos de 2018 de $ 223 millones y EBITDA ajustado de $ 90 millones, lo que resulta en un margen cercano al 41%.
- La economía dolarizada y el país con grado de inversión aumentan las fuentes de ingresos en dólares estadounidenses de Millicom.

Tigo Panama, mayo de 2020:
Millicom construye red móvil cónsona con 5G
Estará en el top of line a nivel mundial y su terminación nos tomará algunos meses. Con ella [tendremos presencia] en todo el territorio panameño, hasta la comarca Guna Yala”, anticipó ayer Rodrigo Diehl, gerente de Millicom Tigo Panamá, en un conversatorio con periodistas, con ocasión de la ley de moratoria, que involucra al sector de telecomunicaciones.
Millicom Panamá inició la construcción de una red móvil, “desde cero”, y una vez concluida su cobertura abarcará todo el país. Se estrenará en unos meses y cumplirá con los estándares de funcionamiento exigidos por la tecnología 5G.
Se trata de una inversión multimillonaria ejecutada cada domingo por un equipo de 250 trabajadores de la compañía, dedicado a articular esta red de última generación.
El 26 de agosto de 2020 pasó a llamarse Tigo Panamá.

### Paraguay
Tigo fue lanzado en Paraguay a mediados del año 2004 por parte de Millicom, sustituyendo al nombre comercial de Telecel, aunque mantuvo este último como razón social (Telefónica Celular del Paraguay S.A.E.). Con el lanzamiento de Tigo, en 2004 empezó a regir las redes 2G Edge (para teléfonos con tecnología GSM Multimedia). La empresa compite con operadores regionales como Claro (América Móvil) y otros locales como Personal y Vox, siendo de estas la mayor operadora telefónica del país con más de 3.000.000 de clientes. 
El 2 de enero de 2008, Tigo lanzó comercialmente el servicio de 3G bajo el estándar UMTS y HSDPA. Ese mismo año, Tigo desactiva las redes TDMA, dando fin a la marca Tele2. El 28 de octubre de 2011, Tigo lanzó comercialmente el servicio HSPA+ en 850 MHz y 1900 MHz en Asunción, San Lorenzo, Fernando de la Mora, Luque, San Bernardino y otras ciudades del país. 
En julio de 2012, el Grupo Clarín le vendió sus acciones en Cablevisión a Tigo. La transacción de compra rondó los US$ 150 millones. Cablevisión Paraguay ofrecía servicios de televisión por cable e internet. A finales de noviembre de 2012, Tigo obtuvo la licencia para operar Cablevisión, renombrado como Tigo Star. En Asunción provee su servicio de televisión por cable digital. En el Gran Asunción, el servicio se encuentra totalmente digitalizado desde mediados de 2006 y emite a través del estándar de televisión digital codificada DVB-C con programación opcional en HD.
El 1 de febrero de 2014, inició sus transmisiones el primer canal de deportes paraguayo, Tigo Sports, con eventos exclusivos del fútbol paraguayo y otros deportes a nivel nacional e internacional. El 7 de abril de 2016, Tigo lanzó el servicio 4GLTE en AWS (1700/2100 MHz) para las principales ciudades del país.

### Uruguay
El 21 de mayo de 2025 Millicom anunció la compra de Telefónica Móviles del Uruguay (Movistar) por U$S 440 millones.

### Ecuador
El 13 de junio de 2025, Millicom anunció la compra de Telefónica de Ecuador (Movistar y Tuenti) por 330 millones de euros (380 millones de dólares).